# Dent de Lys
Dent de Lys är en bergstopp i Schweiz.   Den ligger i distriktet Gruyère och kantonen Fribourg, i den sydvästra delen av landet, 60 km sydväst om huvudstaden Bern. Toppen på Dent de Lys är 2 014 meter över havet, eller 779 meter över den omgivande terrängen. Bredden vid basen är 15,7 km.
Terrängen runt Dent de Lys är kuperad åt nordväst, men åt sydost är den bergig. Runt Dent de Lys är det ganska glesbefolkat, med 21 invånare per kvadratkilometer..  
I omgivningarna runt Dent de Lys växer i huvudsak blandskog.